# Anchiornis

Anchiornis é um gênero de pequenos dinossauros paravianos, com quatro asas, do período Jurássico Superior que viveram na China. Sua única espécie descrita para o gênero é Anchiornis huxleyi. Pertence ao clado Avialae. O nome específico huxleyi foi dado em honra de T. H. Huxley, o primeiro a propor o parentesco próximo entre dinossauros e aves. Anchiornis significa "próximo a ave", e os seus proponentes referem que este género preenche um buraco importante na compreensão da evolução do plano morfológico das aves a partir dos dinossauros.
Os fósseis de Anchiornis foram encontrados apenas na Formação Tiaojishan de Liaoning, China, em rochas datadas do estágio Oxfordiano, final do período Jurássico, cerca de 160 milhões de anos atrás. É conhecido a partir de centenas de espécimes e, dada a preservação requintada de alguns desses fósseis, tornou-se a primeira espécie de dinossauro mesozóico para a qual quase toda a aparência da vida poderia ser determinada e uma importante fonte de informação sobre a evolução inicial das aves.

## Descoberta

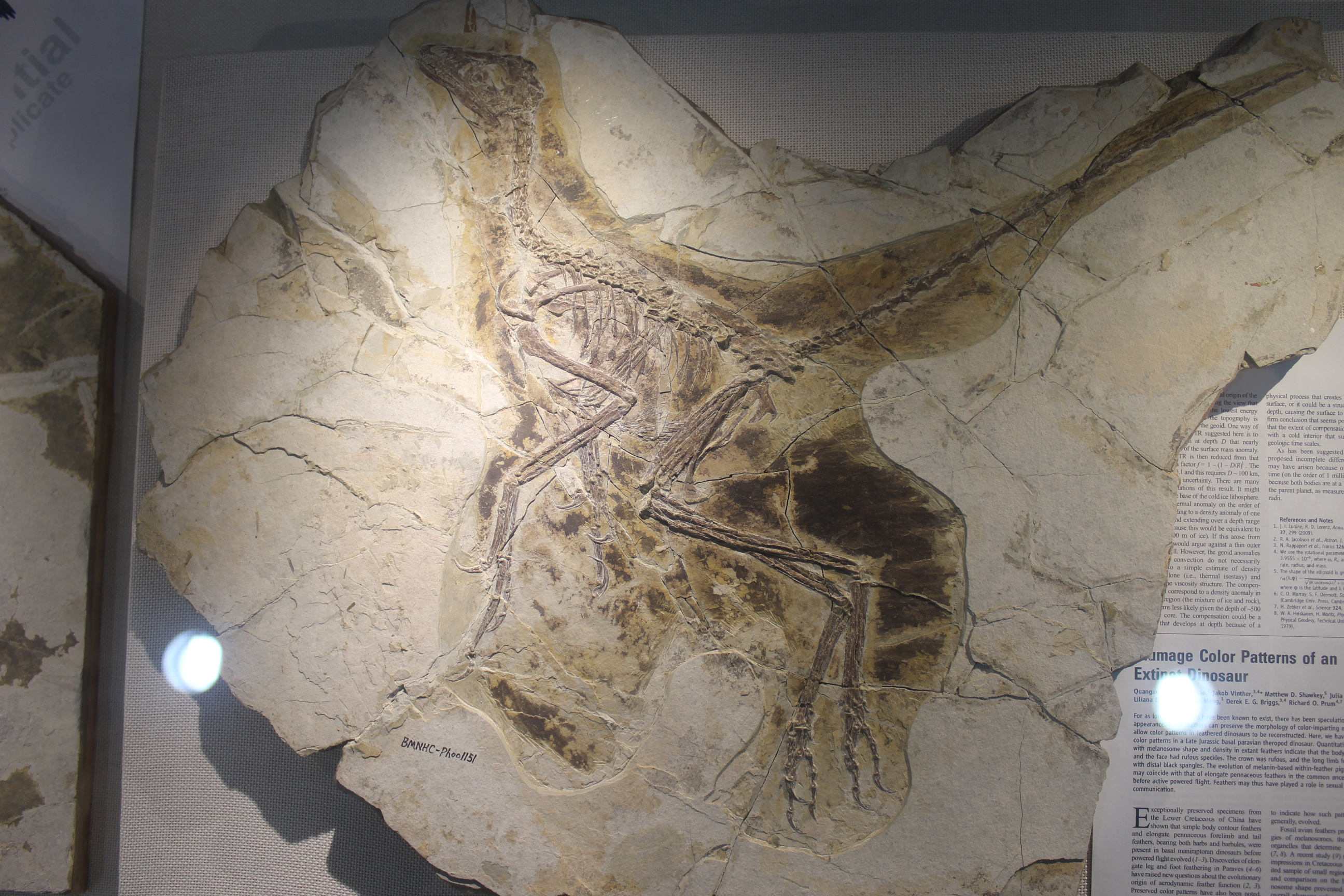
Espécime fóssil em exibição no Museu de História Natural de Pequim

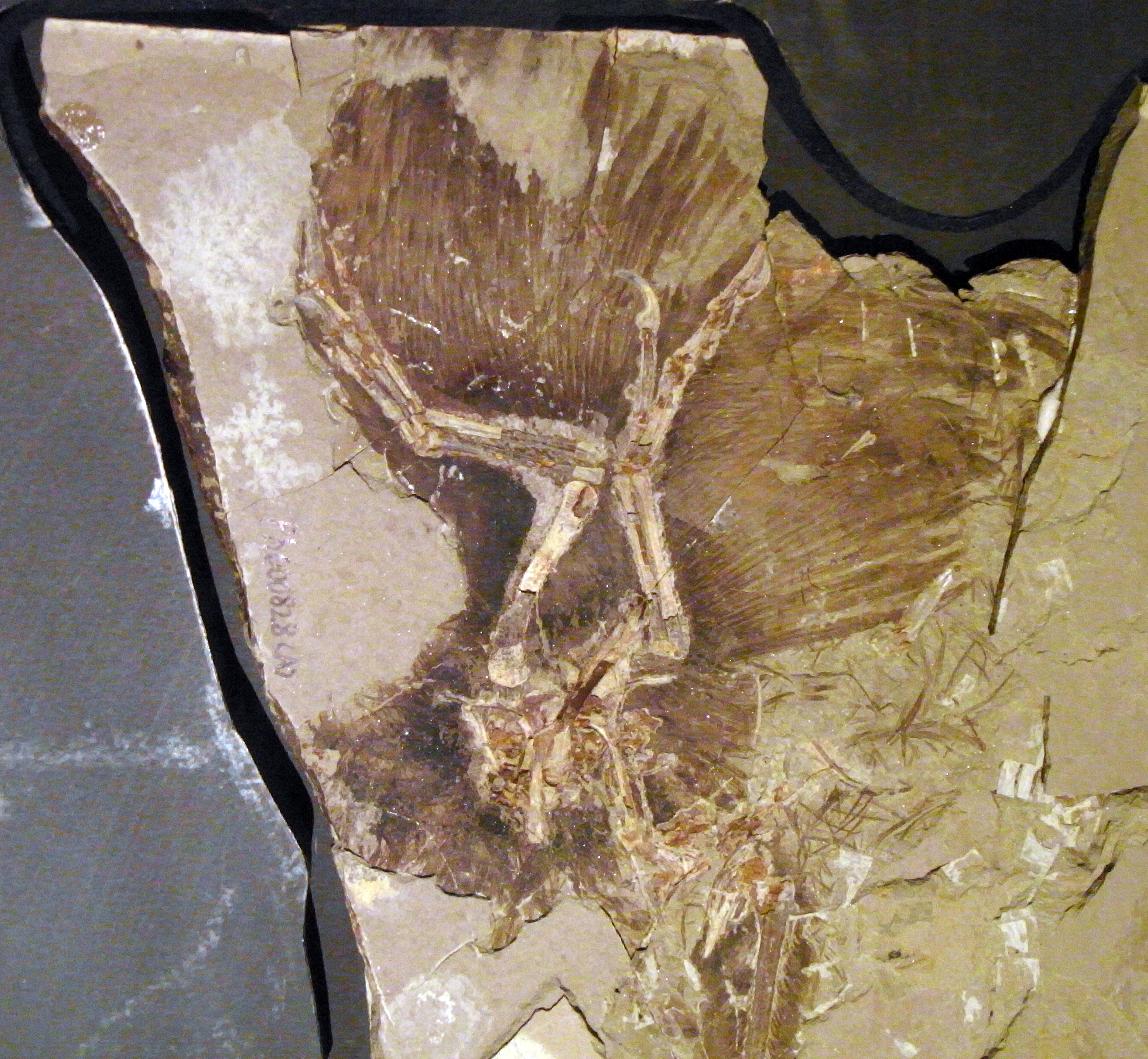
O espécime de Pequim, que fez sua coloração examinada em 2010

O primeiro fóssil conhecido de Anchiornis (seu tipo de espécime) foi desenterrado na área de Yaolugou, no condado de Jianchang, em Liaoning, China. Essas rochas têm sido difíceis até o momento, mas a maioria dos estudos concluiu que pertencem à formação de rochas de Tiaojishan datada do período Jurássico Superior (idade Oxfordiana), entre 160,89 à 160,25 milhões de anos. Estudado e descrito pelo paleontologista Xu Xing e colegas em um artigo aceito no Boletim Científico Chinês em 2009. O espécime está atualmente na coleção do Instituto de Paleontologia de Vertebrados e Paleoantropologia com o catálogo Número IVPP V14378. É um esqueleto articulado que falta o crânio, parte da cauda e o membro anterior direito. O nome Anchiornis huxleyi foi escolhido por Xu e colegas em homenagem a Thomas Henry Huxley, um dos primeiros defensores da evolução biológica, e um dos primeiros a propor uma estreita relação evolutiva entre pássaros e dinossauros. O nome genérico Anchiornis vem da combinação das palavras gregas antigas para "nas proximidades" e "pássaro", porque foi interpretado como importante para preencher uma lacuna na transição entre os planos do corpo de pássaros e dinossauros.
Um segundo espécime veio à tona na mesma época e foi entregue a uma equipe de cientistas da Universidade Normal de Shenyang por um fazendeiro local quando eles estavam escavando no local de Yaolugou Dig. Segundo o agricultor, este segundo espécime foi encontrado nas proximidades na área de Daxishan, também das rochas de Formação Tiaojishan da mesma idade que do primeiro espécime. Dois cientistas visitaram o local para comparar o novo fóssil com os tipos de rochas encontrados lá e foram capazes de confirmar que o novo espécime provavelmente veio da área que o fazendeiro descreveu. Eles foram capazes de desenterrar vários fósseis de peixes e um terceiro espécime de Anchiornis. O fóssil do agricultor foi submetido a um estudo publicado em 24 de setembro de 2009, na revista Nature. Foi atribuído ao número do catálogo LPM - B00 169 no Museu Paleontológico da Liaoning. É maior e muito mais completo que o primeiro espécime, e preservou penas de asas longas nas mãos, braços, pernas e pés, mostrando que era um dinossauro de quatro asas semelhante ao Microraptor.
Embora apenas alguns espécimes tenham sido descritos em detalhes, muitos outros foram identificados e são mantidos em coleções particulares e museus. Um deles, um esqueleto quase completo com falta da cauda, preservando também restos de penas extensas, foi relatado em 2010. Esse fóssil também mostrou evidências de que a Anchiornis tinha uma crista emplumada na cabeça e foi usada para determinar a coloração da vida do animal. Está alojado no Museu de História Natural de Pequim com o número de amostras BMNHC PH828. Outro espécime da mesma pedreira fóssil que o espécime de tipo foi encontrado por um revendedor fóssil local e vendido ao Yizhou Fossil & Geology Park e catalogou lá como YTGP-T5199. Este fóssil, um esqueleto quase completo, foi preparado e estudado por cientistas no Geology Park e identificado como um Anchiornis. Em seguida, foi usado para um estudo de microscópio eletrônico de varredura da microestrutura de penas de Anchiornis. O estudo também examinou os melanossomas bem preservados das penas para determinar sua cor. Os cientistas envolvidos no estudo descobriram que a coloração encontrada para esse espécime era diferente da cor relatada para o BMNHC PH828, e eles observaram que o espécime BMNHC pode não ser de fato Anchiornis, como foi descrito antes que espécies semelhantes da mesma formação tivessem foi descoberto.
O Museu da Natureza de Shandong Tianyu, no condado de Pingyi, na China, por exemplo, foi relatado que possui 255 espécimes de Anchiornis em suas coleções em 2010. Entre sua coleção está um fóssil muito bem preservado, com padrões de cores visíveis, catalogados como STM 0-214. Embora este espécime ainda não tenha sido totalmente descrito, foi fotografado para um artigo de 2011 na National Geographic e foi usado em um estudo de penas secretas e anatomia da asa no ano seguinte.

## Descrição

Tamanho comparado ao humano

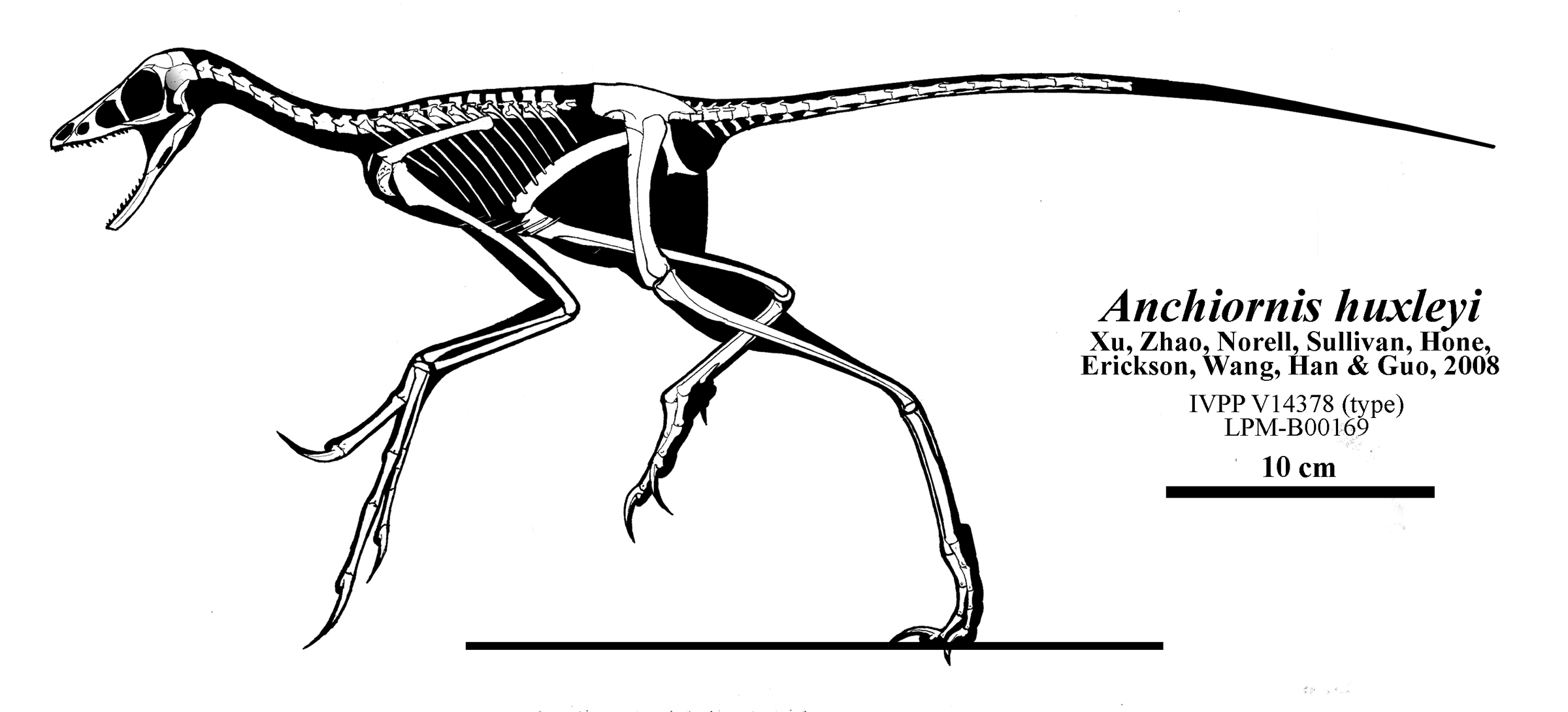
Reconstrução esquelética

Anchiornis huxleyi era um pequeno dinossauro terópode bípede, com um crânio triangular com vários detalhes em comum com dromaeosaurídeos, troodontídeos e avialanos primitivos. Como outros primeiros paravianos, Anchiornis era pequeno, do tamanho de um corvo. Tinha braços longos e com asas, pernas longas e uma cauda longa. Como todos os dinossauros paravianos, estava coberto de penas, embora também tivesse escalas em certas partes do corpo. As asas, pernas e cauda suportavam penas longas, mas relativamente estreitas. Dois tipos de penas mais simples e pendentes (plumáceas) cobriam o resto do corpo, como em Sinornithosaurus: penas abaixo compostas de filamentos presos em suas bases e penas mais complexas com farpas presas ao longo de uma pena central. Longas penas simples cobriam quase toda a cabeça e pescoço, tronco, parte superior das pernas e a primeira metade da cauda. O restante da cauda tinha penas de cauda pennácea (rectrizes). Penas longas na cabeça (coroa) podem ter formado uma crista. Enquanto o primeiro espécime de Anchiornis preservou apenas traços fracos de penas ao redor da parte preservada do corpo, muitos outros fósseis bem preservados foram encontrados desde então. Estudos de amostras de Anchiornis usando fluorescência a laser revelaram não apenas mais detalhes das penas, mas também do tecido muscular e da pele. Tomados em conjunto, essas evidências deram aos cientistas uma imagem quase completa da anatomia de Anchiornis. Estudos adicionais indicam que a Anchiornis tinha plumagem corporal que consistia em penas curtas com farpas longas e independentes e flexíveis. Essas farpas saíram das penas em ângulos baixos em duas lâminas opostas. Isso também deu a cada pena uma forma geral bifurcada e resultou no terópode possuindo uma textura mais suave e "mais fraca" aparecendo plumagem do que é visto em pássaros modernos. As penas de contorno 'Shaggy' provavelmente influenciaram as habilidades termorregulatórias e de repelência de água e, em combinação com penas de asa de vanguarda aberta, teriam diminuição da eficiência aerodinâmica.

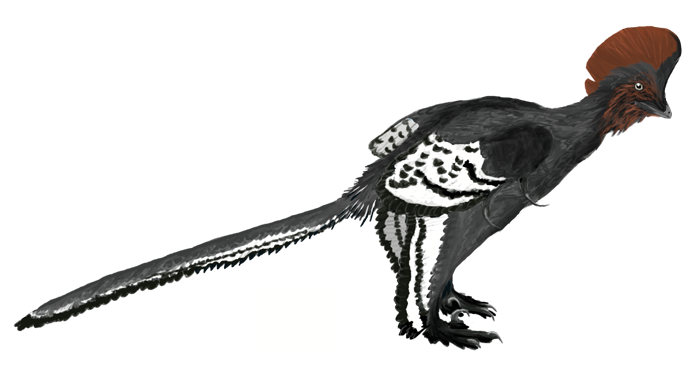
Reconstrução paleoartística por M. Martyniuk, baseado no espécime de Pequim

Seu tamanho foi originalmente estimado em 34 centímetros e 0,11 kg, mas algumas amostras mostram que, de fato, cresceram um pouco maiores, até 40 centímetros e 0,25 quilogramas. Anchiornis tinha um período de asa de até 50 centímetros.

### Asas

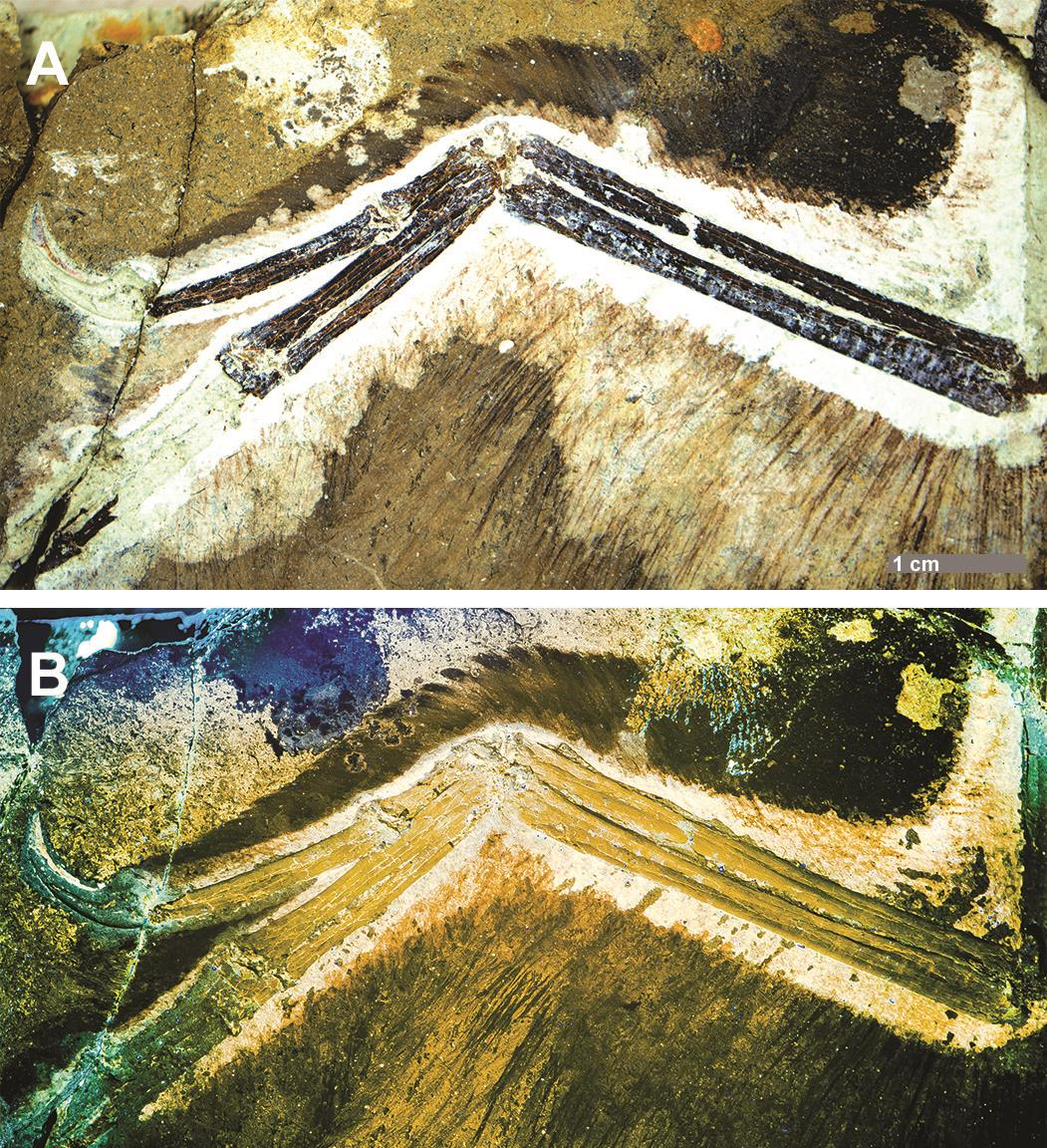
Asa fóssil, incluindo o contorno da pele (áreas brancas) e restos das penas (áreas escuras)

Como outros paravianos basais, o Anchiornis tinha grandes asas compostas por penas longas presas ao braço e à mão. A asa de Anchiornis era composta por 11 penas primárias e 10 penas secundárias. As penas primárias em Anchiornis eram tão longas quanto as secundárias e formaram uma asa arredondada. As penas da asa tinham penas centrais curvas, mas simétricas, com tamanho relativo pequeno e fino, e pontas arredondadas, todas indicando baixa capacidade aerodinâmica. Nos dinossauros relacionados Microraptor e Archaeopteryx, as penas da asa mais longas estavam mais próximas da ponta da asa, fazendo com que as asas pareçam relativamente longas e pontiagudas. No entanto, em Anchiornis, as penas mais longas da asa eram as mais próximas do pulso, tornando a asa mais ampla no meio e diminuindo perto da ponta para um perfil mais arredondado e menos adaptado por voo.
Como outros maniraptoranos, Anchiornis tinha um propatágio, uma aba de pele que liga o pulso ao ombro e arredondando a borda frontal da asa. Em Anchiornis, essa parte da asa estava coberta de penas secretas que suavizavam a asa e cobriam as lacunas entre as penas primárias e secundárias maiores. No entanto, diferentemente dos pássaros modernos, as penas secretas de Anchiornis não foram organizadas em folhetos ou linhas. O arranjo das penas secretas também era mais primitivo em Anchiornis do que em pássaros e paravianos mais avançados. Nos pássaros modernos, as penas cobertas geralmente cobrem apenas a parte superior da asa, com a maior parte da superfície da asa composta por penas de voo descobertas. Em alguns fósseis de Anchiornis, por outro lado, várias camadas de penas secretas parecem se estender para cobrir a maior parte da superfície da asa, de modo que a asa é essencialmente feita de múltiplas camadas de penas, em vez de uma camada de penas largas com apenas suas Bases escondidas por camadas de coberturas. Esse arranjo de asa de várias camadas pode ter ajudado a fortalecer a asa, considerando que as próprias penas primárias e secundárias eram estreitas e fracas.
A asa incluía três dedos com garras; No entanto, diferentemente de alguns terópodes mais primitivos, os dois dedos mais longos não eram separados, mas foram unidos pela pele e outros tecidos que formavam a asa, então Anchiornis tinha funcionalmente apenas dois dedos. Esses dedos amarrados foram incorporados a um pós-patágio, ou retalho de pele e outros tecidos que ajudaram a apoiar as bases das penas da asa principal. Como os dedos dos pés, a pele ao redor do fundo dos dedos estava coberta de escamas minúsculas e arredondadas. Ao contrário dos dedos dos pés, a carne ao redor da parte inferior dos ossos dos dedos era duas vezes mais espessa do que os ossos e carecia de almofadas distintas; Em vez disso, os dedos eram retos e suaves, sem grandes vincos nas articulações. Escalas e pele ao redor dos dedos são muito raramente preservadas em fósseis dos primeiros pennaraptoranos, as únicas exceções notáveis sendo Anchiornis e Caudipteryx, que tinham dedos espessos e escamosos semelhantes associados às suas asas.

### Pernas

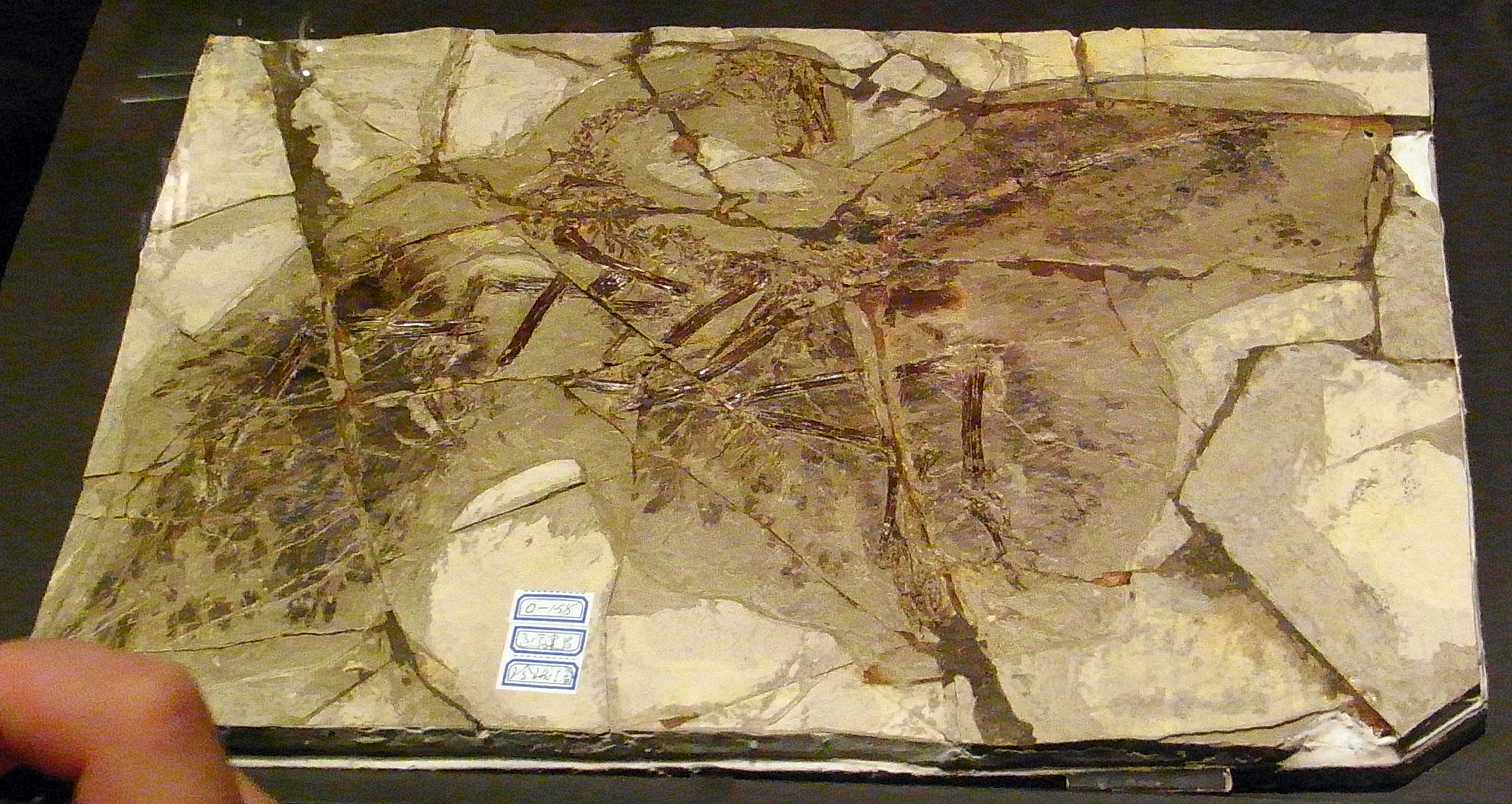
Amostra do fóssil exibido em museu do Japão

Além das asas dianteiras, o Anchiornis tinha longas penas nas patas traseiras. Isso levou muitos cientistas a chamar o Anchiornis de dinossauro de quatro asas, junto com animais semelhantes como o Microraptor e o Sapeornis. No entanto, as penas nas patas traseiras em Anchiornis não tinham a forma ou o arranjo esperado das penas de voo, e é provável que seu papel principal fosse a exibição em vez do voo.
Anchiornis tinha pernas muito longas, o que geralmente é uma indicação de que um animal é um forte corredor. No entanto, as extensas penas das pernas indicam que isso pode ser uma característica vestigial, já que os animais que correm tendem a ter pêlos ou penas reduzidos, e não aumentados nas pernas. Como a maioria dos paravianos, Anchiornis tinha quatro dedos no pé, sendo o terceiro e o quarto dedos os mais longos. O primeiro dedo, ou hálux, não foi revertido como nas espécies empoleiradas. As asas posteriores do Anchiornis também eram mais curtas que as do Microraptor e eram compostas de 12 a 13 penas de vôo ancoradas na tíbia (perna) e 10 a 11 no tarso (parte superior do pé). Também ao contrário do Microraptor, as penas das asas posteriores eram mais longas perto do corpo, com as penas do pé curtas e direcionadas para baixo, quase perpendiculares aos ossos do pé.
Ao contrário de muitos outros paravianos, os pés de Anchiornis (exceto pelas garras) eram completamente cobertos por penas, embora fossem muito mais curtas do que as que compunham as asas posteriores. Alguns espécimes preservaram escamas nos dedos dos pés, tarso e até na parte inferior da perna (tíbia), sugerindo que existiam escamas sob as penas. A parte inferior dos dedos dos pés era formada por almofadas carnudas com vincos distintos nas juntas. As almofadas das patas estavam cobertas por pequenas escamas semelhantes a seixos. Escamas também estavam presentes na parte superior dos pés, mas são muito difíceis de ver em todos os fósseis conhecidos.

## Classificação
Quando foi descoberto pela primeira vez, os cientistas que estudaram o Anchiornis conduziram uma análise filogenética e concluíram que era um dos primeiros membros do clado Avialae, juntamente com o Archaeopteryx. Os membros de Avialae, chamados avialanos, estão todos mais relacionados com as aves modernas do que com os dinossauros dromaeossaurídeos e troodontídeos, embora os membros mais antigos e primitivos de todos os três grupos sejam extremamente semelhantes entre si, o que torna difícil separar exatamente a qual desses três principais ramos paravianos eles pertencem.
O segundo espécime de Anchiornis era mais completo que o primeiro e preservou várias características que levaram Hu Dongyu e seus colegas a reclassificar o Anchiornis como um troodontídeo. Vários outros estudos usando análises semelhantes também descobriram que o Anchiornis é um troodontídeo, embora tenha havido exceções. Um estudo considerou que Anchiornis era um membro de Archaeopterygidae, e junto com Archaeopteryx foram considerados mais primitivos que dromeossaurídeos, troodontídeos ou avialanos. Em 2015, Sankar Chatterjee colocou Anchiornis junto com Microraptor e outros paravianos de quatro asas em um grupo que ele chamou de "Tetrapterygidae", fora de Avialae, embora isso não tenha sido apoiado por uma análise filogenética. Estudos mais abrangentes sugeriram que Anchiornis pode ter sido um avialano afinal, embora novas descobertas e versões atualizadas do mesmo estudo posteriormente revertem essa descoberta, concluindo que Anchiornis era provavelmente um membro basal do clado Paraves, fora do clado que inclui dromaeossaurídeos, troodontídeos e avialanos.  O cladograma abaixo por Lefèvreet al. aponta estas relações.
|  | †Scansoriopterygidae                                           |
|  |                                                                |
|  | \| \| †Xiaotingia \| \| \| \| \| \| †Yixianosaurus \| \| \| \| |
|  |                                                                |
|  | †Xiaotingia                                                    |
|  |                                                                |
|  | †Yixianosaurus                                                 |
|  |                                                                |

|  | †Xiaotingia    |
|  |                |
|  | †Yixianosaurus |
|  |                |

|  | †Pedopenna |
|  |            |
|  | †Aurornis  |
|  |            |

|  | †Serikornis   |
|  |               |
|  | †Eosinopteryx |
|  |               |

|  | †Pedopenna |
|  |            |
|  | †Aurornis  |
|  |            |

|  | †Serikornis   |
|  |               |
|  | †Eosinopteryx |
|  |               |

|  | \| \| †Troodontidae \| \| \| \| \| \| †Dromaeosauridae \| \| \| \| |
|  |                                                                    |
|  | Avialae                                                            |
|  |                                                                    |
|  | †Troodontidae                                                      |
|  |                                                                    |
|  | †Dromaeosauridae                                                   |
|  |                                                                    |

|  | †Troodontidae    |
|  |                  |
|  | †Dromaeosauridae |
|  |                  |

|  | \| \| †Troodontidae \| \| \| \| \| \| †Dromaeosauridae \| \| \| \| |
|  |                                                                    |
|  | Avialae                                                            |
|  |                                                                    |
|  | †Troodontidae                                                      |
|  |                                                                    |
|  | †Dromaeosauridae                                                   |
|  |                                                                    |

|  | †Troodontidae    |
|  |                  |
|  | †Dromaeosauridae |
|  |                  |

|  | †Pedopenna |
|  |            |
|  | †Aurornis  |
|  |            |

|  | †Serikornis   |
|  |               |
|  | †Eosinopteryx |
|  |               |

|  | †Pedopenna |
|  |            |
|  | †Aurornis  |
|  |            |

|  | †Serikornis   |
|  |               |
|  | †Eosinopteryx |
|  |               |

|  | \| \| †Troodontidae \| \| \| \| \| \| †Dromaeosauridae \| \| \| \| |
|  |                                                                    |
|  | Avialae                                                            |
|  |                                                                    |
|  | †Troodontidae                                                      |
|  |                                                                    |
|  | †Dromaeosauridae                                                   |
|  |                                                                    |

|  | †Troodontidae    |
|  |                  |
|  | †Dromaeosauridae |
|  |                  |

|  | \| \| †Troodontidae \| \| \| \| \| \| †Dromaeosauridae \| \| \| \| |
|  |                                                                    |
|  | Avialae                                                            |
|  |                                                                    |
|  | †Troodontidae                                                      |
|  |                                                                    |
|  | †Dromaeosauridae                                                   |
|  |                                                                    |

|  | †Troodontidae    |
|  |                  |
|  | †Dromaeosauridae |
|  |                  |

|  | †Scansoriopterygidae                                           |
|  |                                                                |
|  | \| \| †Xiaotingia \| \| \| \| \| \| †Yixianosaurus \| \| \| \| |
|  |                                                                |
|  | †Xiaotingia                                                    |
|  |                                                                |
|  | †Yixianosaurus                                                 |
|  |                                                                |

|  | †Xiaotingia    |
|  |                |
|  | †Yixianosaurus |
|  |                |

|  | †Pedopenna |
|  |            |
|  | †Aurornis  |
|  |            |

|  | †Serikornis   |
|  |               |
|  | †Eosinopteryx |
|  |               |

|  | †Pedopenna |
|  |            |
|  | †Aurornis  |
|  |            |

|  | †Serikornis   |
|  |               |
|  | †Eosinopteryx |
|  |               |

|  | \| \| †Troodontidae \| \| \| \| \| \| †Dromaeosauridae \| \| \| \| |
|  |                                                                    |
|  | Avialae                                                            |
|  |                                                                    |
|  | †Troodontidae                                                      |
|  |                                                                    |
|  | †Dromaeosauridae                                                   |
|  |                                                                    |

|  | †Troodontidae    |
|  |                  |
|  | †Dromaeosauridae |
|  |                  |

|  | \| \| †Troodontidae \| \| \| \| \| \| †Dromaeosauridae \| \| \| \| |
|  |                                                                    |
|  | Avialae                                                            |
|  |                                                                    |
|  | †Troodontidae                                                      |
|  |                                                                    |
|  | †Dromaeosauridae                                                   |
|  |                                                                    |

|  | †Troodontidae    |
|  |                  |
|  | †Dromaeosauridae |
|  |                  |

|  | †Pedopenna |
|  |            |
|  | †Aurornis  |
|  |            |

|  | †Serikornis   |
|  |               |
|  | †Eosinopteryx |
|  |               |

|  | †Pedopenna |
|  |            |
|  | †Aurornis  |
|  |            |

|  | †Serikornis   |
|  |               |
|  | †Eosinopteryx |
|  |               |

|  | \| \| †Troodontidae \| \| \| \| \| \| †Dromaeosauridae \| \| \| \| |
|  |                                                                    |
|  | Avialae                                                            |
|  |                                                                    |
|  | †Troodontidae                                                      |
|  |                                                                    |
|  | †Dromaeosauridae                                                   |
|  |                                                                    |

|  | †Troodontidae    |
|  |                  |
|  | †Dromaeosauridae |
|  |                  |

|  | \| \| †Troodontidae \| \| \| \| \| \| †Dromaeosauridae \| \| \| \| |
|  |                                                                    |
|  | Avialae                                                            |
|  |                                                                    |
|  | †Troodontidae                                                      |
|  |                                                                    |
|  | †Dromaeosauridae                                                   |
|  |                                                                    |

|  | †Troodontidae    |
|  |                  |
|  | †Dromaeosauridae |
|  |                  |

|  | †Scansoriopterygidae                                           |
|  |                                                                |
|  | \| \| †Xiaotingia \| \| \| \| \| \| †Yixianosaurus \| \| \| \| |
|  |                                                                |
|  | †Xiaotingia                                                    |
|  |                                                                |
|  | †Yixianosaurus                                                 |
|  |                                                                |

|  | †Xiaotingia    |
|  |                |
|  | †Yixianosaurus |
|  |                |

|  | †Pedopenna |
|  |            |
|  | †Aurornis  |
|  |            |

|  | †Serikornis   |
|  |               |
|  | †Eosinopteryx |
|  |               |

|  | †Pedopenna |
|  |            |
|  | †Aurornis  |
|  |            |

|  | †Serikornis   |
|  |               |
|  | †Eosinopteryx |
|  |               |

|  | \| \| †Troodontidae \| \| \| \| \| \| †Dromaeosauridae \| \| \| \| |
|  |                                                                    |
|  | Avialae                                                            |
|  |                                                                    |
|  | †Troodontidae                                                      |
|  |                                                                    |
|  | †Dromaeosauridae                                                   |
|  |                                                                    |

|  | †Troodontidae    |
|  |                  |
|  | †Dromaeosauridae |
|  |                  |

|  | \| \| †Troodontidae \| \| \| \| \| \| †Dromaeosauridae \| \| \| \| |
|  |                                                                    |
|  | Avialae                                                            |
|  |                                                                    |
|  | †Troodontidae                                                      |
|  |                                                                    |
|  | †Dromaeosauridae                                                   |
|  |                                                                    |

|  | †Troodontidae    |
|  |                  |
|  | †Dromaeosauridae |
|  |                  |

|  | †Pedopenna |
|  |            |
|  | †Aurornis  |
|  |            |

|  | †Serikornis   |
|  |               |
|  | †Eosinopteryx |
|  |               |

|  | †Pedopenna |
|  |            |
|  | †Aurornis  |
|  |            |

|  | †Serikornis   |
|  |               |
|  | †Eosinopteryx |
|  |               |

|  | \| \| †Troodontidae \| \| \| \| \| \| †Dromaeosauridae \| \| \| \| |
|  |                                                                    |
|  | Avialae                                                            |
|  |                                                                    |
|  | †Troodontidae                                                      |
|  |                                                                    |
|  | †Dromaeosauridae                                                   |
|  |                                                                    |

|  | †Troodontidae    |
|  |                  |
|  | †Dromaeosauridae |
|  |                  |

|  | \| \| †Troodontidae \| \| \| \| \| \| †Dromaeosauridae \| \| \| \| |
|  |                                                                    |
|  | Avialae                                                            |
|  |                                                                    |
|  | †Troodontidae                                                      |
|  |                                                                    |
|  | †Dromaeosauridae                                                   |
|  |                                                                    |

|  | †Troodontidae    |
|  |                  |
|  | †Dromaeosauridae |
|  |                  |

|  | †Scansoriopterygidae                                           |
|  |                                                                |
|  | \| \| †Xiaotingia \| \| \| \| \| \| †Yixianosaurus \| \| \| \| |
|  |                                                                |
|  | †Xiaotingia                                                    |
|  |                                                                |
|  | †Yixianosaurus                                                 |
|  |                                                                |

|  | †Xiaotingia    |
|  |                |
|  | †Yixianosaurus |
|  |                |

|  | †Pedopenna |
|  |            |
|  | †Aurornis  |
|  |            |

|  | †Serikornis   |
|  |               |
|  | †Eosinopteryx |
|  |               |

|  | †Pedopenna |
|  |            |
|  | †Aurornis  |
|  |            |

|  | †Serikornis   |
|  |               |
|  | †Eosinopteryx |
|  |               |

|  | \| \| †Troodontidae \| \| \| \| \| \| †Dromaeosauridae \| \| \| \| |
|  |                                                                    |
|  | Avialae                                                            |
|  |                                                                    |
|  | †Troodontidae                                                      |
|  |                                                                    |
|  | †Dromaeosauridae                                                   |
|  |                                                                    |

|  | †Troodontidae    |
|  |                  |
|  | †Dromaeosauridae |
|  |                  |

|  | \| \| †Troodontidae \| \| \| \| \| \| †Dromaeosauridae \| \| \| \| |
|  |                                                                    |
|  | Avialae                                                            |
|  |                                                                    |
|  | †Troodontidae                                                      |
|  |                                                                    |
|  | †Dromaeosauridae                                                   |
|  |                                                                    |

|  | †Troodontidae    |
|  |                  |
|  | †Dromaeosauridae |
|  |                  |

|  | †Pedopenna |
|  |            |
|  | †Aurornis  |
|  |            |

|  | †Serikornis   |
|  |               |
|  | †Eosinopteryx |
|  |               |

|  | †Pedopenna |
|  |            |
|  | †Aurornis  |
|  |            |

|  | †Serikornis   |
|  |               |
|  | †Eosinopteryx |
|  |               |

|  | \| \| †Troodontidae \| \| \| \| \| \| †Dromaeosauridae \| \| \| \| |
|  |                                                                    |
|  | Avialae                                                            |
|  |                                                                    |
|  | †Troodontidae                                                      |
|  |                                                                    |
|  | †Dromaeosauridae                                                   |
|  |                                                                    |

|  | †Troodontidae    |
|  |                  |
|  | †Dromaeosauridae |
|  |                  |

|  | \| \| †Troodontidae \| \| \| \| \| \| †Dromaeosauridae \| \| \| \| |
|  |                                                                    |
|  | Avialae                                                            |
|  |                                                                    |
|  | †Troodontidae                                                      |
|  |                                                                    |
|  | †Dromaeosauridae                                                   |
|  |                                                                    |

|  | †Troodontidae    |
|  |                  |
|  | †Dromaeosauridae |
|  |                  |

Em uma reavaliação de 2017 do espécime de Archaeopteryx de Haarlem , Anchiornis foi considerado em um grupo com outros gêneros, como Eosinopteryx, Xiaotingia, e foi colocado na família Anchiornithidae junto com outros parentes. 

## Paleobiologia
Anchiornis é notável por seus membros anteriores proporcionalmente longos, que mediam 80% do comprimento total dos membros posteriores. Isso é semelhante à condição das primeiras aves, como o Archaeopteryx, e os autores apontaram que membros anteriores longos são necessários para o vôo. Anchiornis também tinha um pulso mais aviário do que outros terópodes não aviários. Os autores inicialmente especularam que teria sido possível para Anchiornis voar ou planar. No entanto, descobertas posteriores mostraram que as asas do Anchiornis, embora bem desenvolvidas, eram curtas quando comparadas a espécies posteriores como o Microraptor, com penas primárias relativamente curtas que tinham pontas arredondadas e simétricas, ao contrário das penas pontiagudas e aerodinâmicas do Microraptor. Um estudo de 2016 sobre o desempenho potencial de voo em paravianos iniciais concluiu que, embora os espécimes juvenis de Anchiornis possam ter sido capazes de usar suas asas para ajudar a subir uma inclinação, e poderiam ter alcançado o voo de batimento se um golpe de asa de ângulo muito alto fosse usado, os espécimes adultos maiores não teriam obtido nenhum benefício aerodinâmico de suas asas - eles eram simplesmente muito pesados em comparação com a área total de suas asas. O mesmo estudo descobriu que bater as asas durante a corrida resultaria em um pequeno aumento (10%) em sua velocidade de corrida. Da mesma forma, o uso das asas durante o salto resultaria em um aumento de 15 a 20% na altura e na distância. Notavelmente, Anchiornis parece não ter um esterno, que pode ter sido feito de cartilagem em vez de osso, como em terópodes mais primitivos.
Anchiornis tem proporções de patas traseiras mais parecidas com as dos dinossauros terópodes mais primitivos do que com os avialanos, com pernas longas indicando um estilo de vida acelerado. No entanto, enquanto as pernas longas normalmente indicam um corredor rápido, as pernas e até os pés e dedos dos pés do Anchiornis eram cobertos de penas, incluindo longas penas nas pernas, semelhantes às das asas posteriores do Microraptor.  Penas longas nas pernas podem ter diminuído a velocidade de corrida do Anchiornis. Nas aves modernas, especialmente aquelas que vivem no chão, a parte inferior das pernas tende a apresentar redução ou mesmo perda de penas. As asas traseiras do Anchiornis eram menores e feitas de penas mais curvas e simétricas do que as do Microraptor, sugerindo que eram usadas principalmente para exibição em vez de vôo. No entanto, eles ainda podem ter concedido ao animal algum tipo de vantagem aerodinâmica, mesmo que seu objetivo principal seja a exibição ou alguma outra função.

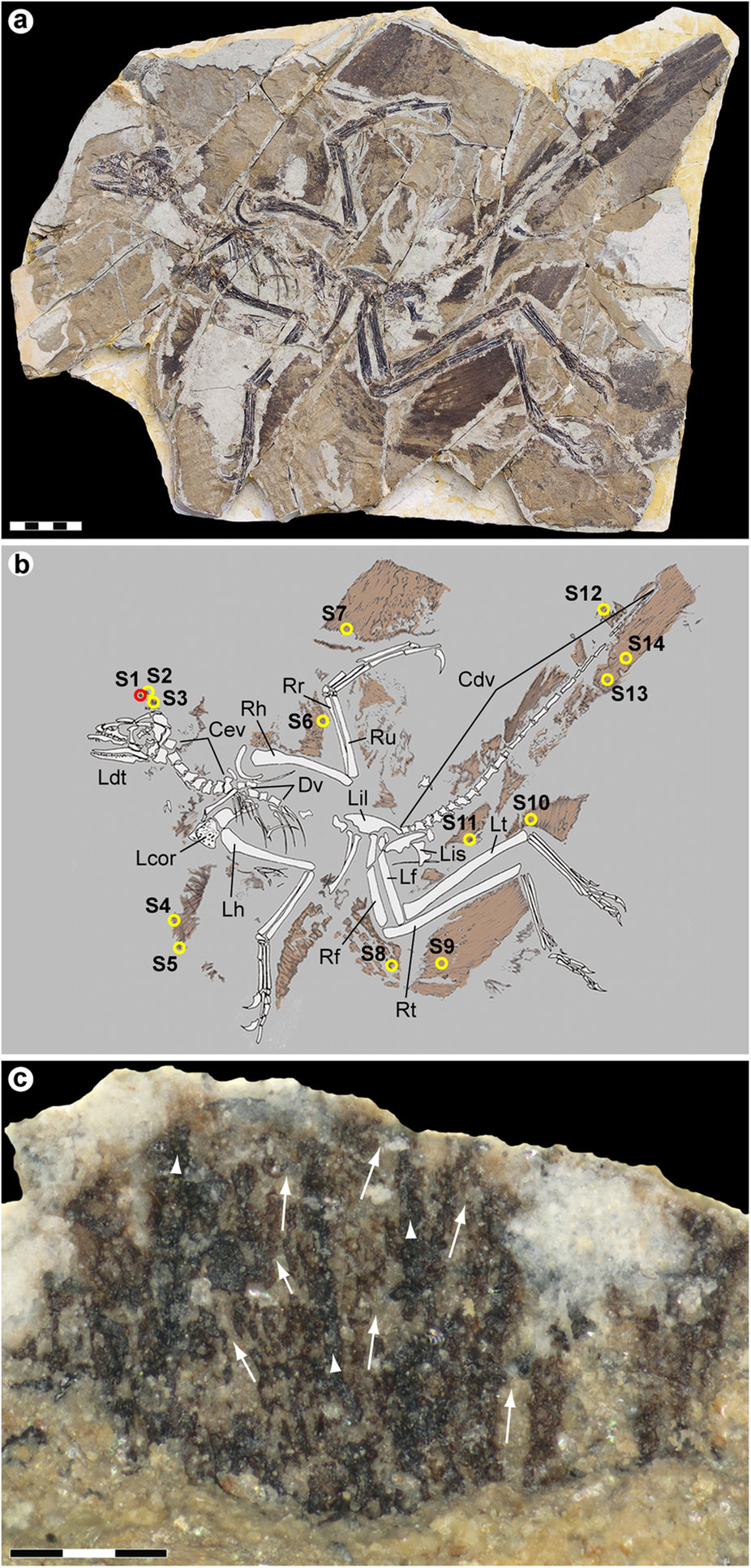
Fotografia do espécime e diagrama mostrando a plumagem

A estrutura esquelética do Anchiornis é semelhante ao Eosinopteryx, que parece ter sido um corredor capaz devido às suas garras traseiras não curvas e à ausência de penas de voo na cauda ou na parte inferior das pernas. O Anchiornis compartilhava um plano corporal semelhante e o mesmo ecossistema do Eosinopteryx, sugerindo diferentes nichos e um quadro complexo para a origem do voo.

### Coloração
Como muitos pássaros modernos, o Anchiornis exibia um padrão complexo de coloração com cores diferentes em padrões salpicados no corpo e nas asas, ou "coloração de plumagem dentro e entre as penas". Nas aves modernas, esse padrão de cores é usado na comunicação e exibição, seja para membros da mesma espécie (por exemplo, para acasalamento ou exibição de ameaça territorial) ou para ameaçar e alertar espécies concorrentes ou predadoras.
Em 2010, uma equipe de cientistas examinou vários pontos entre as penas de um espécime Anchiornis extremamente bem preservado no Museu de História Natural de Pequim para pesquisar a distribuição de melanossomas, as células de pigmento que dão cor às penas. Ao estudar os tipos de melanossomas e compará-los com os das aves modernas, os cientistas conseguiram mapear as cores e padrões específicos presentes neste Anchiornis quando estava vivo. Embora essa técnica tenha sido usada e descrita para penas isoladas de pássaros e partes de outros dinossauros (como a cauda do Sinosauropteryx), o Anchiornis se tornou o primeiro dinossauro mesozóico para o qual quase toda a coloração da vida era conhecida (observe que a cauda desse espécime era não preservado). O estudo descobriu que a maioria das penas do corpo deste espécime Anchiornis eram cinza e pretas. As penas da coroa eram principalmente ruivas com base e frente cinza, e o rosto tinha manchas ruivas entre as penas da cabeça predominantemente pretas. As penas das asas anteriores e posteriores eram brancas com pontas pretas. As coberturas (penas mais curtas cobrindo as bases das longas penas das asas) eram cinza, contrastando com as asas principais predominantemente brancas. Os abrigos maiores da asa também eram brancos com pontas cinzas ou pretas, formando fileiras de pontos mais escuros ao longo do meio da asa. Estes assumiram a forma de listras escuras ou até mesmo fileiras de pontos na asa externa (coberturas de penas primárias), mas um conjunto mais irregular de manchas na asa interna (coberturas secundárias). As patas das pernas eram cinza, exceto as longas penas das asas posteriores, e os pés e dedos eram pretos.
Em 2015, um segundo fóssil de Anchiornis no Yizhou Fossil & Geology Park foi submetido a um estudo semelhante que incluiu um levantamento das formas dos melanossomas em todas as penas. Em contraste com o estudo de 2010, apenas melanossomas do tipo cinza-preto foram encontrados. Mesmo quando as penas da coroa foram examinadas, nenhum dos melanossomos mais arredondados do tipo ruivo foi visto. Os cientistas que conduziram este segundo estudo sugeriram várias explicações possíveis para esta discrepância. Primeiro, a diferente preservação dos melanossomas ou diferentes técnicas de investigação podem ter influenciado os resultados do estudo original. Em segundo lugar, como o espécime do Museu de Pequim era menor, é possível que a cor ruiva tenha sido substituída à medida que esses animais envelheciam. Em terceiro lugar, é possível que existam diferenças regionais ou mesmo espécies diferentes de Anchiornis que tenham padrões de cores diferentes em sua plumagem.

### Alimentação
Um estudo de 2018 relatou pelotas gástricos em associação com espécimes de Anchiornis; alguns destes foram até preservados com pelotas ainda dentro de seus corpos. Anchiornis é o primeiro terópode conhecido por ter produzido pelotas. Estas continham ossos de lagartos e escamas de peixes pticolépidos.